# Comte d'Areny
El títol de comte d'Areny és un títol nobiliari català creat el 18 d'agost de 1707 per Carles VI del Sacre Imperi Romanogermànic, aleshores pretendent al tron d'Espanya en el context de la guerra de successió contra Felip V, a favor de Francesc d'Areny i de Queralt, II baró de Claret i capità de la Coronela de Barcelona.

## Història
El títol no va ser reconegut fins al tractat de pau de Viena de 1725, en què ambdós participants de la guerra de successió acordaren reconèixer els títols atorgats durant el conflicte. El primer comte ja havia mort, aleshores, i el títol caigué en l'oblit. El 2 d'octubre de 1953 el títol va ser revalidat per la via de la rehabilitació a favor de Paloma Montojo y de Icaza, filla de l'escriptora Carmen de Icaza y de León, VIII baronessa de Claret. L'actual titular és el seu fill, Pedro Alfonso Méndez de Vigo, germà de l'exministre Íñigo Méndez de Vigo.
La seva denominació correcta, segons Armand de Fluvià, seria la de comte de Gurp, d'on Francesc d'Areny era senyor.

## Comtes d'Areny
|                                        | Titular                                | Període                                |
| Creació per l'arxiduc Carles d'Àustria | Creació per l'arxiduc Carles d'Àustria | Creació per l'arxiduc Carles d'Àustria |
| -------------------------------------- | -------------------------------------- | -------------------------------------- |
| I                                      | Francesc d'Areny i de Queralt          | 1707-?                                 |
| Revalidació per Francisco Franco       |                                        |                                        |
| II                                     | Paloma Montojo y de Icaza              | 1953-2019                              |
| III                                    | Pedro Alfonso Méndez de Vigo y Montojo | 2020-                                  |

## Història dels comtes d'Areny
- Francesc d'Areny i de Queralt, I comte d'Areny, II baró de Claret. Fill d'Emmanuel d'Areny i net de Francesc d'Areny i de Toralla, creat baró de Claret el 1654 per Felip IV. Heretà el títol del seu avi a la seva mort el 1689 degut a la mort prematura del seu pare. Fou senyor de Gurp de la Conca, Montrebei, Carrancui i Bernaui.

### Rehabilitat el 1953
- Paloma Montojo y de Icaza (morta el 18 de gener de 2019), II comtessa d'Areny. Filla de María Carmen de Icaza y de León, VIII baronessa de Claret.

Casada amb Íñigo Méndez de Vigo y del Arco. Tingueren quatre fills: Íñigo, Beatriz, Pedro i Valeria. A la seva mort succeí, per ordre de 14 de juliol de 2020 i reial carta de successió de 4 de setembre del mateix any, el seu tercer fill:
- Pedro Alfonso Méndez de Vigo y Monyojo, III comte d'Areny.

Casat amb Paz Puig de la Bellacasa, filla de José Joaquín Puig de la Bellacasa. Tenen tres fills: Pedro, Clara i Íñigo.